# Carterornis pileatus
Carterornis pileatus е вид птица от семейство Monarchidae.

## Разпространение
Видът е разпространен в Индонезия.